# 안드레아 폴라크
안드레아 폴라크(독일어: Andrea Pollack, 1961년 5월 8일 ~ 2019년 3월 13일)는 동독의 은퇴한 수영 선수로 주 종목은 접영이다.
슈베린에서 태어나 15세의 나이로 몬트리올에서 열린 1976년 하계 올림픽에 참가하여 200m 접영과 400m 혼계영에서 2개의 금메달을 획득하였다. 또한 400m 자유형 계주과 100m 접영에서 2개의 은메달을 따기도 하였다.
1978년에 2번이나 200m 접영 세계 기록을 깼다. 1980년 하계 올림픽에서 400m 혼계영 2연승을 하였고, 100m 접영 2위를 하였다. 자신의 활동 경력 동안 디나모 베를린 스포츠 클럽의 회원이었다.
1998년 몇몇의 전 동독 수영 선수들은 자신들이 시스템적으로 도핑 되었음에 대하여 그들의 코치들과 내과 의사들을 고소하였는 데, 폴라크도 그 중의 하나였다.